# Rosanovia hulthemiae
Rosanovia hulthemiae es un hemíptero de la familia Aleyrodidae, con una subfamilia: Aleyrodinae.
Rosanovia hulthemiae fue descrita científicamente por primera vez por Danzig en 1969.